# Lars Ranger
Lars Mogstad Ranger (12 marzo 1999) è un calciatore norvegese, difensore del Lillestrøm.

## Carriera

### Club
Ranger è cresciuto nelle giovanili del Gjerdrum. Ha avuto l'opportunità di giocare anche in prima squadra, in 3. divisjon.
Nel 2015 è stato ingaggiato dal Lillestrøm, che lo ha aggregato alla propria formazione giovanile. Il 15 ottobre 2017 si è accomodato per la prima volta in panchina in prima squadra, assistendo alla vittoria dei suoi compagni per 1-0 sul Sogndal, in occasione della 25ª giornata di campionato.
Il 28 febbraio 2018 ha firmato il primo contratto professionistico della sua carriera, legandosi al Lillestrøm con un accordo biennale.
Il 7 marzo 2019 ha prolungato il contratto che lo legava al Lillestrøm per un'ulteriore stagione ed è stato contestualmente ceduto in prestito all'Ullensaker/Kisa. Il 7 aprile 2019 ha quindi esordito in 1. divisjon, subentrando ad Ole Kristian Langås nella vittoria per 3-0 sul Sogndal.

### Nazionale
Ranger ha rappresentato la Norvegia a livello Under-19, Under-20 e Under-21. Con la compagine Under-20 ha partecipato al mondiale 2019, in cui la Norvegia è stata eliminata al termine della fase a gironi.

## Statistiche

### Presenze e reti nei club
Statistiche aggiornate al 26 gennaio 2022.
| Stagione          | Club              | Campionato        | Campionato | Campionato | Coppe nazionali | Coppe nazionali | Coppe nazionali | Coppe continentali | Coppe continentali | Coppe continentali | Supercoppe | Supercoppe | Supercoppe | Totale | Totale |
| Stagione          | Club              | Comp              | Pres       | Reti       | Comp            | Pres            | Reti            | Comp               | Pres               | Reti               | Comp       | Pres       | Reti       | Pres   | Reti   |
| ----------------- | ----------------- | ----------------- | ---------- | ---------- | --------------- | --------------- | --------------- | ------------------ | ------------------ | ------------------ | ---------- | ---------- | ---------- | ------ | ------ |
| 2014              | Gjerdrum          | 3D                | 13         | 0          | CN              | 0               | 0               | -                  | -                  | -                  | -          | -          | -          | 13     | 0      |
| 2017              | Lillestrøm        | ES                | 0          | 0          | CN              | 0               | 0               | -                  | -                  | -                  | -          | -          | -          | 0      | 0      |
| 2018              | Lillestrøm        | ES                | 0          | 0          | CN              | 0               | 0               | UEL                | -                  | -                  | -          | -          | -          | 0      | 0      |
| 2019              | Ullensaker/Kisa   | 1D                | 19         | 1          | CN              | 2               | 0               | -                  | -                  | -                  | -          | -          | -          | 21     | 1      |
| 2020              | Lillestrøm        | 1D                | 11         | 0          | -               | -               | -               | -                  | -                  | -                  | -          | -          | -          | 11     | 0      |
| 2021              | Lillestrøm        | ES                | 24         | 2          | CN              | 2               | 0               | -                  | -                  | -                  | -          | -          | -          | 26     | 2      |
| Totale Lillestrøm | Totale Lillestrøm | Totale Lillestrøm | 35         | 2          |                 | 2               | 0               |                    | -                  | -                  |            | -          | -          | 37     | 2      |
| Totale            | Totale            | Totale            | 67         | 3          |                 | 4               | 0               |                    | -                  | -                  |            | -          | -          | 71     | 3      |